# Classe S (sommergibile Regno Unito 1931)
La classe S fu una classe di sommergibili della Royal Navy britannica, attiva durante il periodo della seconda guerra mondiale. Con 62 unità realizzate in totale, di cui dodici assemblate nel periodo interbellico e 50 costruite durante la guerra, fu la più numerosa classe di sommergibili britannica attiva durante il conflitto.
Realizzati in tre versioni diverse via via potenziate quanto a prestazioni e armamento, i battelli della classe S furono intensamente impegnati nel corso del conflitto tanto nel teatro bellico del Mare del Nord e del Mare di Norvegia, quanto nel Mar Mediterraneo e nelle acque del Sud-est asiatico; in ragione di questo intenso impiego, le perdite registrate in combattimento furono numerose: diciotto unità furono affondate e altre due danneggiate irreparabilmente nel corso del conflitto, mentre altri due battelli furono perduti in incidenti nel dopoguerra.
L'ultima unità della classe S in servizio con la Royal Navy fu radiata nel 1966, ma numerose altre furono cedute a marine militari di nazioni amiche e alleate del Regno Unito. Già durante la guerra un battello classe S fu ceduto alla Koninklijke Marine olandese e uno alla Voenno-morskoj flot sovietica; nel dopoguerra tre unità dismesse dalla Royal Navy furono cedute alla Marinha Portuguesa e quattro alla Marine nationale francese. Israele infine acquistò due unità radiate dai britannici alla fine degli anni 1950, e una di esse vide ancora l'azione bellica nel corso della guerra dei sei giorni.

## Caratteristiche

### Progetto di base

Schema tecnico delle unità classe S

Il progetto della futura classe S fu elaborato su richiesta dell'Ammiragliato britannico nel 1929; la specifica riguardava la realizzazione di un'unità d'attacco di medie dimensioni, con dislocamento in emersione intorno alle 600 tonnellate, e capace di operare sia nelle acque del Mare del Nord che in quelle del Mar Mediterraneo. La nuova classe doveva andare a sostituire i sommergibili della classe H dell'epoca della prima guerra mondiale, ormai obsoleti.
I classe S furono realizzati in tre gruppi distinti, via via potenziati per quanto riguarda caratteristiche e armamento. Il primo gruppo (quattro unità varate tra il 1930 e il 1932) presentava uno scafo lungo 61,72 metri, largo 7,3 metri e con un pescaggio di 3,2 metri; il dislocamento in emersione era di 640 tonnellate, che salivano a 927 tonnellate in immersione. La profondità operativa di collaudo era di 91 metri; l'equipaggio ammontava a quattro ufficiali e 29 sottufficiali e marinai. Il sistema propulsivo era di tipo convenzionale, con due motori diesel da 1.550 hp per la navigazione in superficie e due motori elettrici da 1.300 hp per la navigazione in immersione; la velocità massima in emersione era registrata a 13,75 nodi, che scendevano a 10 nodi in immersione. Un ecogoniometro fu installato sulle unità a partire dal 1932.
L'armamento delle unità del primo gruppo verteva su un cannone da 76 mm fisso sul ponte per il combattimento di superficie, una mitragliatrice da 7,7 mm per la difesa antiaerea e sei tubi lanciasiluri da 533 mm fissi a prua, con dodici siluri in totale. Lo Sturgeon, seconda unità del gruppo, fu dotato sperimentalmente di un cannone "a scomparsa", prima unità subacquea britannica ad adottare una simile sistemazione: al momento dell'immersione il cannone da 76 mm rientrava con una manovra meccanica in un alloggiamento a rilievo posto alla base della torre di comando. Alla prova pratica la soluzione tuttavia non si dimostrò particolarmente riuscita, visto che far uscire il cannone dall'alloggiamento mentre il sommergibile completava la fase di emersione tendeva a rendere il battello pericolosamente instabile; alla fine il pezzo dello Sturgeon fu sostituito da un normale cannone fisso a prua della torre di comando, come in tutte le altre unità della classe.

### Sviluppi successivi

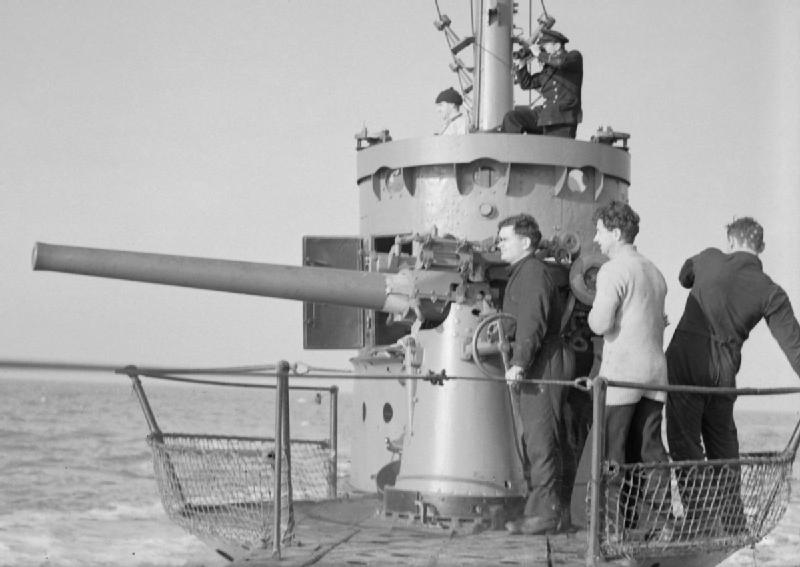
Il cannone da 76 mm del Sunfish durante un'esercitazione

I classe S si dimostrarono unità ben riuscite, facili da manovrare sia in emersione che in immersione come i precedenti classe H ma superiori a questi in velocità, autonomia e potenza di fuoco; i battelli fecero registrare tempi di immersione particolarmente rapidi, attestati su circa 25-30 secondi. La semplicità ed economicità della costruzione portarono a ordinare altre otto unità tra il 1934 e il 1937 secondo un progetto migliorato: le unità del secondo gruppo avevano uno scafo leggermente più grande, con una lunghezza di 63,63 metri e un dislocamento aumentato a 670 tonnellate in emersione e 960 in immersione; l'equipaggio era aumentato a quattro ufficiali e 35 sottufficiali e marinai. Una unità del gruppo, il Sunfish, fu dotata di motori diesel più potenti rispetto alle altre unità della classe, da 1.900 hp invece che 1.550 hp, i quali garantivano una velocità massima in emersione di 15 nodi invece di 13,75.
Dopo lo scoppio della guerra il governo britannico ordinò un terzo gruppo di 61 unità classe S, anche se poi i battelli effettivamente assemblati furono 50. Oltre ad adottare i motori diesel da 1.900 hp già sperimentati sul Sunfish, le unità del terzo gruppo erano più grosse onde trasportare serbatoi di carburante più capienti che consentissero loro di operare anche nei lontani mari dell'Estremo Oriente; la lunghezza dello scafo raggiungeva i 66 metri e il dislocamento le 715 tonnellate in emersione e le 990 tonnellate in immersione, mentre varie migliorie consentirono di toccare una profondità operativa massima di 106 metri. I motori diesel di nuovo tipo facevano toccare un nodo in più di velocità in superficie (14,75 nodi contro 13,75) rispetto alle unità del primo gruppo, ma le maggiori dimensioni facevano scendere la velocità in immersione a 9 nodi contro i 10 delle unità precedenti. L'equipaggio saliva a un totale di sei ufficiali e 42 sottufficiali e marinai.
L'armamento antiaereo delle unità del terzo gruppo era potenziato, vertendo ora su una mitragliera da 20 mm Oerlikon (installata sul retro della torre di comando) e tre mitragliatrici da 7,7 mm; nelle ultime unità realizzate il cannone di coperta da 76 mm fu sostituito da un più potente pezzo da 102 mm. Alcune unità del gruppo furono dotate di un settimo tubo lanciasiluri da 533 mm, installato a poppa esternamente allo scafo; la soluzione non si dimostrò particolarmente apprezzata e fu abbandonata nelle unità costruite nell'ultima fase della guerra. Tra il 1941 e il 1942 le unità in servizio furono dotate di apparati radar sia per la ricerca di superficie che per la ricerca aerea.

## Unità

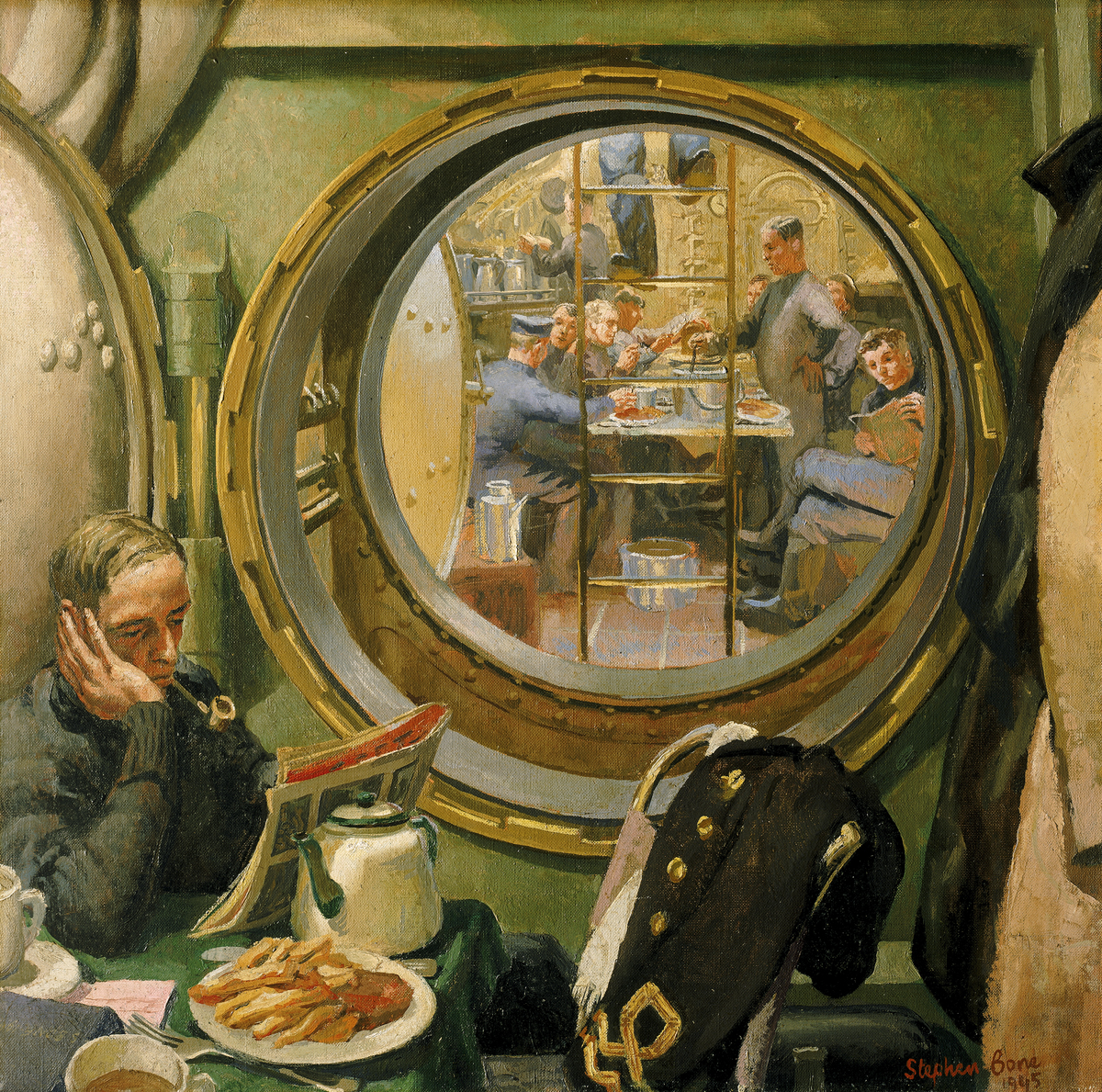
L'interno di un battello classe S in un'illustrazione di Stephen Bone

### Twelve Little S-Boats
Le quattro unità del primo gruppo furono tutte realizzate nei cantieri della Chatham Dockyard, in due lotti distinti: il primo (Sturgeon e Swordfish) nell'ambito del programma di costruzioni navali del 1929 e il secondo (Seahorse e Starfish) nell'ambito del programma di costruzioni navali del 1930. La costruzione delle otto unità del secondo gruppo fu suddivisa tra i cantieri di Chatham Dockyard, Scotts Shipbuilding and Engineering Company di Greenock e Cammell Laird di Birkenhead, secondo questa scansione temporale: due unità nel 1931(Sealion e Shark), due nel 1932 (Snapper e Salmon), una nel 1933 (Seawolf), due nel 1934 (Spearfish e Sunfish) e una nel 1935 (Sterlet).
Le dodici unità costruite nel periodo interbellico furono intensamente impegnate nel teatro bellico del Mare del Nord, del Mare di Norvegia e del Golfo di Biscaglia, subendo pesanti perdite: ben nove sommergibili dei primi due gruppi (Starfish, Seahorse, Sterlet, Shark, Salmon, Spearfish, Swordfish, Snapper e Sunfish) andarono perduti in mare per cause belliche durante il conflitto; questo alto rateo di perdite ispirò nel 1952 la creazione della canzoncina Twelve Little S-Boats, sulla musica della filastrocca Ten Little Indians opera di Septimus Winner nel 1868, in cui si elencava fatalisticamente il progressivo calare dei battelli del gruppo a mano a mano che uno di essi scompariva.
I tre battelli superstiti furono il Sealion (radiato dal servizio e affondato come nave bersaglio in un'esercitazione nel 1945), il Seawolf (radiato nel 1945 e avviato alla demolizione) e lo Sturgeon (radiato nel 1945 e avviato alla demolizione).

### Le unità del terzo gruppo

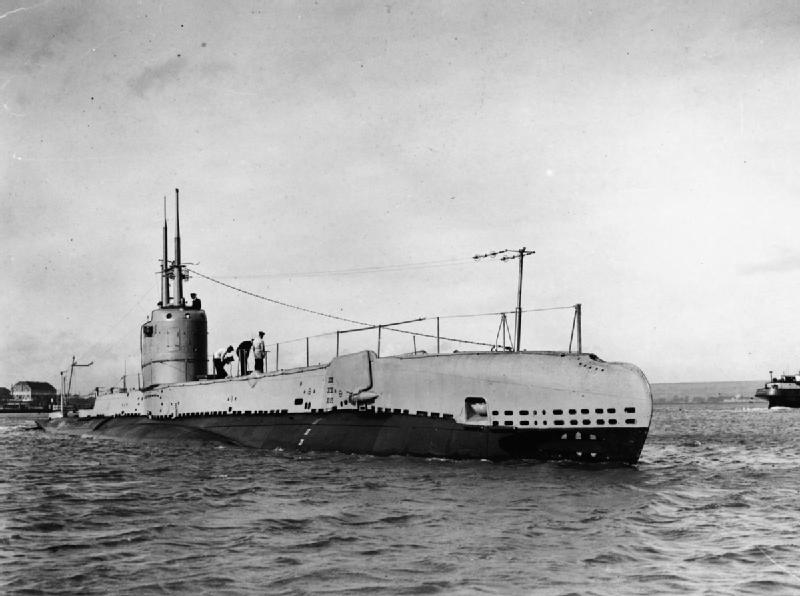
Il Seahorse, una delle prime unità della classe, fotografato nel 1933

Dopo lo scoppio della guerra il governo britannico ordinò la costruzione di ulteriori 61 battelli della classe S, sebbene solo 50 di essi furono completati prima della fine del conflitto; la realizzazione delle nuove unità fu curata principalmente dai cantieri della Scots di Greenock e della Cammell Laird di Birkenhead, ma alcune unità furono realizzate anche a Chatham nonché dalla Vickers-Armstrongs di Barrow-in-Furness. Oltre che nel Mare del Nord e lungo le coste della Scandinavia, i battelli del terzo gruppo operarono anche nel mar Mediterraneo e nelle acque del Sud-est asiatico.
Cinque unità furono ordinate nell'ambito del programma di emergenza del 1939:
- HMS Safari
- HMS Sahib
- HMS Saracen
- HMS Satyr
- HMS Sceptre

Tredici unità furono ordinate nel programma di costruzioni per il 1940; questi battelli disponevano del settimo tubo lanciasiluri fisso a poppa, poi abbandonato sulle altre unità. La costruzione di ulteriori sette battelli (numerati da P81 a P87), ordinati nel programma del 1940 tutti ai cantieri della Vickers-Armstrongs, fu annullata nel 1943 senza che le unità fossero mai impostate.
- HMS Seadog
- HMS Sibyl
- HMS Sea Rover
- HMS Seraph
- HMS Shakespeare
- HMS P222[4]
- HMS Sea Nymph
- HMS Sickle
- HMS Simoom
- HMS Sirdar
- HMS Spiteful
- HMS Splendid
- HMS Sportsman

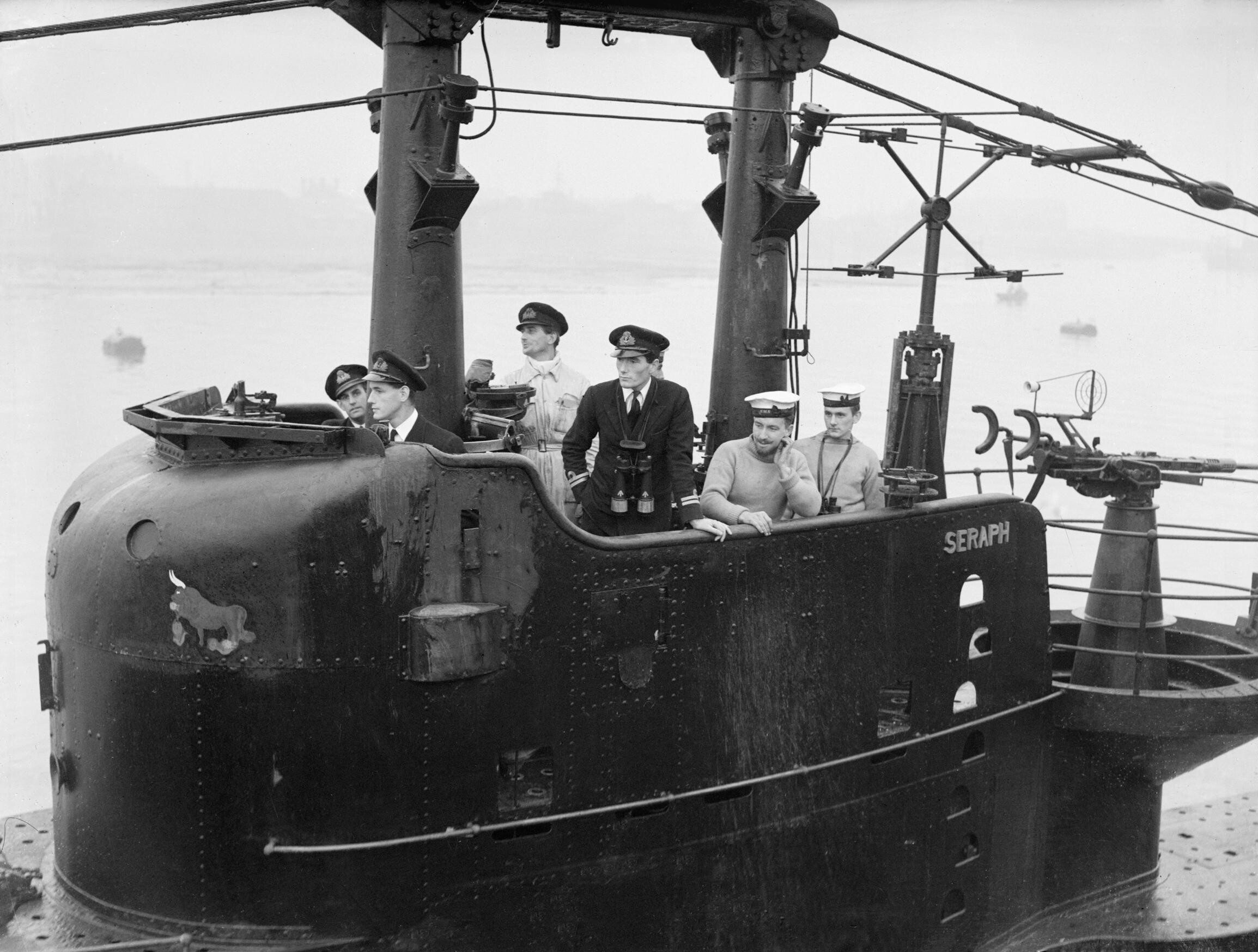
La plancia del Seraph al rientro dell'unità in porto; si nota sulla destra la mitragliera da 20 mm Oerlikon, principale aggiunta all'armamento delle unità classe S

Quindici unità furono ordinate nel programma di costruzioni del 1941:
Tredici unità furono ordinate nel programma di costruzioni del 1942:
- HMS Sturdy
- HMS Stygian
- HMS Subtle
- HMS Supreme
- HMS Sea Scout
- HMS Selene
- HMS Seneschal
- HMS Sentinel
- HMS Sidon
- HMS Sleuth
- HMS Solent
- HMS Spearhead
- HMS Springer

Otto unità furono ordinate nel programma di costruzioni del 1943, ma solo quattro furono completate; la costruzione delle altre quattro (Sea Robin, Sprightly, Surface e Surge) fu interrotta e annullata nel 1945 dopo la cessazione delle ostilità:
- HMS Saga
- HMS Scorcher
- HMS Spur
- HMS Sanguine

Anche nel terzo gruppo si contarono forti perdite, con nove battelli (P222, Saracen, Sahib, Sickle, Simoom, Splendid, Stonehenge, Stratagem e Syrtis) perduti in mare per cause belliche, due (Shakespeare e Strongbow) danneggiati in combattimento in maniera irreparabile e altri due (Sportsman e Sidon) affondati nel dopoguerra in altrettanti incidenti.

### Servizio in marine straniere

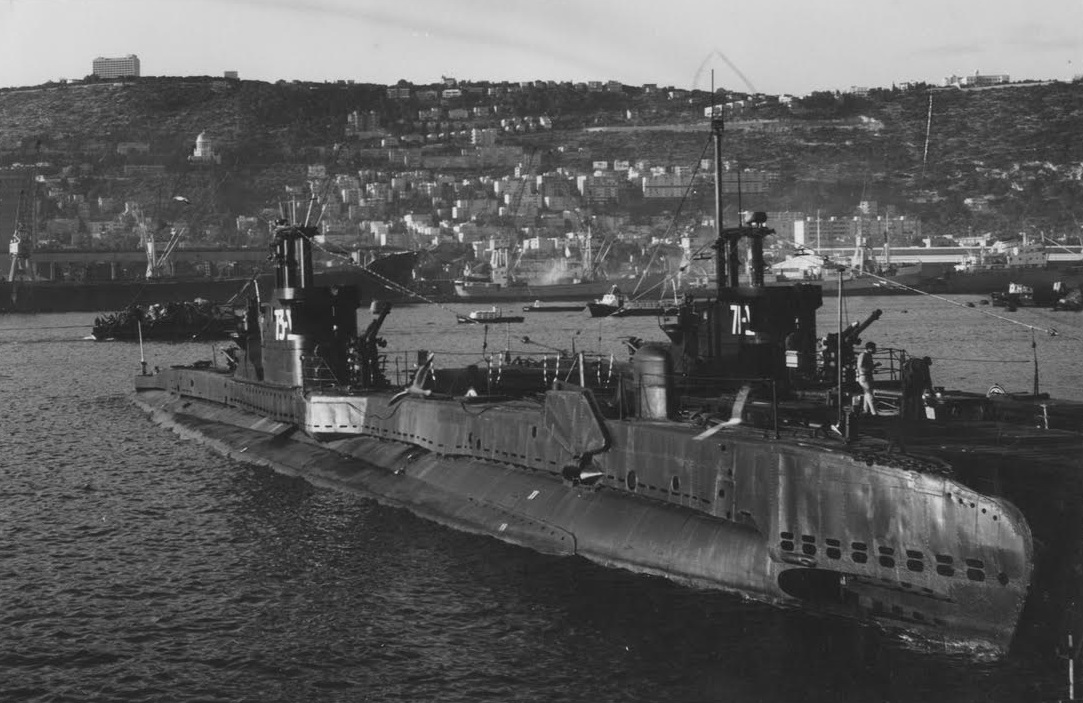
I sommergibili Springer e Sanguine nel porto di Haifa dopo il loro passaggio alla Marina israeliana

Numerose unità della classe S furono cedute dal Regno Unito a paesi amici e alleati.
Nel 1943 lo Sturgeon fu ceduto alla Marina militare olandese, che lo rinominò Hr. Ms Zeehond; dopo aver operato lungo le coste norvegesi e in missioni di addestramento nelle acque britanniche, il battello fu restituito alla Royal Navy nel novembre 1945 e quindi avviato alla demolizione nel 1947.
Nel 1944 il Sunfish fu invece ceduto alla Marina militare sovietica, assumendo la nuova denominazione di V-1. In rotta per trasferirsi dal Regno Unito nella base sovietica di Murmansk, il 27 luglio 1944 il battello fu tuttavia affondato per errore da un bombardiere britannico nel Mare di Norvegia, dopo essere stato scambiato per un U-Boot tedesco.
Nel 1948 il Portogallo ricevette dal Regno Unito tre unità della classe S: lo Spearhead (rinominato Neptuno), il Saga (Nautilo) e lo Spur (Narval). Tutti furono radiati dal servizio tra il 1967 e il 1969 e avviati alla demolizione.
Nel 1952 fu invece la Francia a ricevere quattro sommergibili della classe S dismessi dalla Royal Navy: il Satyr (rinominato Saphir), lo Spiteful (Sirene), lo Sportsman (Sibylle) e lo Statesman (Sultane). Il Sibylle andò perduto al largo di Tolone il 24 settembre 1952 per un incidente durante un'esercitazione, le altre tre unità furono radiate dalla Marine nationale tra il 1961 e il 1963 e quindi demolite.
Nel 1959 Israele acquistò dal Regno Unito due unità della classe S dismesse dalla Royal Navy: lo Springer (rinominato INS Tanin) e il Sanguine (INS Rahav); furono le prime unità subacquee a entrare in servizio con la Marina militare israeliana. Il Tanin servì operativamente nel corso della guerra dei sei giorni per poi essere radiato nel 1972; il Rahav fu ritirato dal servizio già nel 1968 per essere usato come fonte di pezzi di ricambio per l'unità gemella.